# Braun SK 4

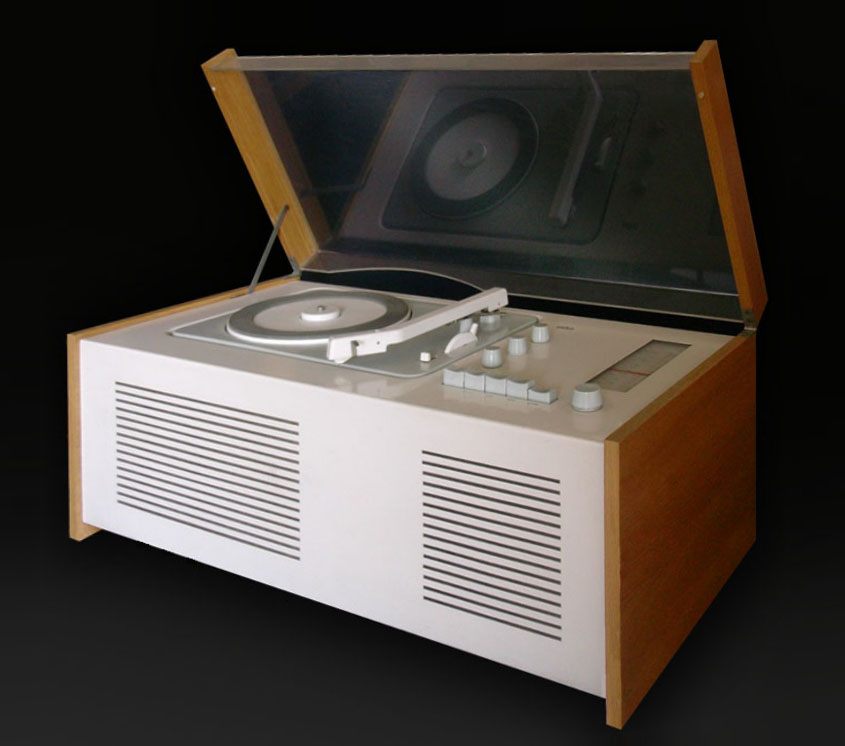
Eine Kombination von Radio und Plattenspieler – der Phonosuper SK 61 von 1962

Der Braun SK 4 oder auch Phonosuper SK 4 ist eine Radio-Plattenspieler-Kombination, die 1956 vom Unternehmen Braun vorgestellt wurde. Sie besteht aus einem Röhrenradio und einem Plattenspieler in einem ganzseitig geschlossenen Gehäuse aus Metall und Holz mit Acrylglasdeckel. Das Gehäuse des Phonosuper SK 4 wurde von Hans Gugelot und Dieter Rams entworfen. Er war eines der ersten Braun-Produkte, welches das damalige neue Produktdesign des Unternehmens repräsentierte.

## Entstehung
Bereits 1952 beschlossen Artur und Erwin Braun, Geschäftsführer der Max Braun OHG, das Erscheinungsbild der Braun-Produkte zu ändern. Für dieses Ziel wurde die Abteilung für Formgestaltung eingerichtet, deren Aufgabe es war, klar gestaltete und funktionelle Produkte für Braun zu entwickeln. Eines dieser Produkte war der Phonosuper SK 4, der sich nicht nur durch die verwendeten Materialien, sondern auch durch seine kompakte optische Erscheinung von den damals gängigen Musiktruhen unterschied.
Eine Besonderheit des Phonosupers SK 4 ist die durchgehende Abdeckung aus Plexiglas, damals eine Neuheit für Produkte der Unterhaltungselektronik. Ursprünglich hatten Hans Gugelot und Dieter Rams für den SK 4 eine Haube aus Blech vorgesehen, es stellte sich jedoch heraus, dass diese bei größerer Lautstärke klappern würde. Dieter Rams schlug als Lösung eine Haube aus Acrylglas vor, einem Material, das damals gerade auf dem Markt erschienen war. Die klare Abdeckung wirkte prägend für Jahrzehnte und brachte dem Gerät die umgangssprachliche Bezeichnung „Schneewittchensarg“ ein. Die Bezeichnung war anfangs etwas abwertend gemeint. Auch Hans Gugelot war skeptisch, da er Plexiglas für eine Modeerscheinung hielt. Die Phonosuper SK 4 wurde im Braun-Radio-Prospekt vom November 1956 als „Neuartige Radio-Phono-Kombination in ganzseitig geschlossenem Gehäuse aus Metall und Holz“ präsentiert und kostete 295 DM. Kaufkraftbereinigt in heutiger Währung entspricht dies aktuell rund 900 Euro. Der durchschnittliche Brutto-Tariflohn mit einer Wochenarbeitszeit von 45 Stunden lag zu der Zeit bei 377 DM.
Der SK 4 ist eines der frühen Braun-Produkte, das durch sein zeitloses Design auffällt und wegweisend für die Entwicklung nachfolgender Geräte der gesamten Unterhaltungselektronik-Branche wurde.

## Die Phonosuper-SK-Modelle

### SK 4
Radioteil

Das Röhrenradio im Phonosuper SK 4 (Typ SK4) ist für UKW- und Mittelwellen-Empfang ausgelegt und hat 15 Empfangskreise, sechs Kreise für die Amplitudenmodulation (AM) und neun Kreise für die Frequenzmodulation (FM). Die schmale Frequenzskala für UKW und MW wurde auf Papier gedruckt und auf das dafür vorgesehene Blech des Radiochassis geklebt.
Das Gerät ist mit fünf Elektronenröhren der Typen ECC85, EF89, EF89, EABC80 und EL84 bestückt. Wie auch schon beim Braun Tischradio SK 1 handelt es sich um einen Kleinsuperhet-Radioempfänger, eine elektronische Schaltung, die mit möglichst wenigen Elektronenröhren auskommt.
Der SK 4 verfügt über eine eingebaute Ferritstabantenne, einen Anschluss für eine Dipolantenne und einen Lautsprecheranschluss für eine externe Lautsprecherbox. Die Ausgangsleistung beträgt 3 Watt, die an einem abschaltbaren Ovallautsprecher abgegeben wird. Die Klangfarbe kann über einen Tonregler eingestellt werden.
Plattenspieler

Der Braun-Plattenspieler Modell PC3 wurde von Wilhelm Wagenfeld gestaltet. Er verfügt über einen Asynchronmotor mit Reibradantrieb und besitzt keine Automatik, sondern nur einen Motorstop. Er hat drei Geschwindigkeiten: 33, 45 und 78 Umdrehungen pro Minute. Der Tonarm hat kein Gegengewicht und keine Antiskatingfunktion. Der Mono-Plattenspieler hat einen Kristalltonabnehmer, der mit zwei Saphir-Nadeln bestückt wurde. Der Plattenspieler PC3 wurde auch in anderen Braun-Produkten eingesetzt, wie beispielsweise im Phonokoffer PC3 oder im Steuergerät Atelier 1.
Gehäuse

Das lackierte Blechgehäuse mit ausgestanzten Lüftungs- und Lautsprecherschlitzen geht auf Hans Gugelot zurück, die Typografie der Skala folgt den Maßgaben von Otl Aicher. Die seitlichen Holzwände mit rötlichem Rüsterfurnier (Ulme) stellen eine Verbindung zum traditionellen Einrichtungsstil der damaligen Zeit her. Das Ziel, die Bedienung möglichst einfach zu machen, wurde durch Weglassen von allen verzichtbaren Elementen und das Ordnen der benötigten erreicht. So sind alle Bedienelemente des Radios und natürlich auch des Plattenspielers oben angebracht und nicht mehr, wie bis dahin üblich, auf der Vorderseite des Geräts. Alle Regler und Taster sind Hellgrau, ebenso wie das Plattenspieler-Chassis. Die Plexiglashaube besitzt einen rückseitigen rechteckigen Ausschnitt, der es erlaubt, auch Langspielplatten abspielen zu können, die wegen ihres großen Durchmessers über die Geräterückseite hinaus ragen.

### SK 4/1
Der überarbeitete Phonosuper SK 4/1 von 1957 ist identisch mit dem SK 4, verfügt aber über getrennte Höhen- und Tiefenregler, der Plattenspieler Modell PC3 wurde gegenüber dem Vorgänger von drei auf vier Geschwindigkeiten erweitert: 16, 33, 45 und 78 Umdrehungen pro Minute. Auf dem Plattenteller wurden fünf statt bisher drei Gummiauflagen angebracht. Der rückseitige Ausschnitt der Plexiglashaube war anfangs noch als abgerundetes Rechteck ausgeführt wurde aber im Laufe der Fertigung zum Kreisbogen-Ausschnitt geändert. Bis zum Ende der Phonosuper-SK-Produktion wurde der Kreisbogen-Ausschnitt beibehalten da der eckige Ausschnitt sehr rissempfindlich ist.

### SK 4/1a
Baugleich mit SK 4/1

### SK 4/2
Baugleich mit SK 4/1 aber die Frequenzskala wurde direkt auf das Blech der Halterung gedruckt.

### SK 5
Der SK 5 ist baugleich mit dem SK 4/1, das Radioteil wurde aber für den Langwellen-Empfang (LW) erweitert, der Plattenspieler Modell PC3 SV wurde mit einem Stereo-Kristalltonabnehmer-System ausgestattet und dadurch für die Wiedergabe von Stereo vorbereitet (SV). Zum Hören von Stereo-Schallplatten muss der SK 5 allerdings umgerüstet werden, er bleibt daher eine Mono-Anlage.

### SK 6
Der SK 6 (Typ RC4) war das erste Stereo-Modell aus der Phonosuper-Serie. Um die Stereo-Wiedergabe von Schallplatten zu ermöglichen, musste die elektronische Schaltung des SK 6 verändert werden. So wurde das Radioteil mit sechs Elektronenröhren bestückt: ECC85, EF89, EBF89, ECC83, EL95, EL95. Bei den vorherigen Modellen waren es nur fünf Elektronenröhren. Der Stereo-Röhrenverstärker hat eine Ausgangsleistung von 2 × 2 Watt sowie einen Schiebeschalter auf der Rückseite, der einen Seitenwechsel der Lautsprecherboxen bei Stereo-Wiedergabe ermöglicht.
Eine weitere Änderung war, dass der neue Braun Stereo-Plattenspieler Modell PC4 verbaut wurde, der über einen Stereo-Kristalltonabnehmer ELAC KST102 verfügt, sowie eine halbautomatische Aufsetzhilfe. Der Plattenteller wurde anfangs mit einem hellgrauen Gummiring anstelle der bisher verwendeten fünf Gummiauflagen ausgestattet und hatte für Single-Schallplatten keinen Zentrierstern mehr, sondern ein rundes Zentrierstück (Mittelloch-Adapter). Die bis dahin verbaute getrennte Höhen- und Tiefenregelung wurde durch einen Klangregler sowie einen Balance-Regler ersetzt.

### SK 61
Der SK 61 (Typ RC41) von 1962 ist äußerlich und in seinen Funktionen identisch mit dem SK 6, unterscheidet sich jedoch im elektronischen Aufbau. Das Empfängerteil des Radios arbeitet bei AM mit sechs Kreisen und bei FM mit 10 Kreisen. Die vorherigen Modelle hatten sechs AM-Kreise und neun FM-Kreise. Das Empfängerteil besteht aus drei Elektronenröhren vom Typ ECC85, ECH81 und EBF89, die beim Plattenspieler- oder Tonbandbetrieb abgeschaltet werden, während die zweite Endstufenröhre (EL84) eingeschaltet wird.
Für die Stereowiedergabe musste ein externer zweiter Lautsprecher angeschlossen werden.
Eine Stereowiedergabe im Radiobetrieb war nicht möglich; erst 1964 begann die Rundfunk-Übertragung mit Stereo-Ton auf UKW.
Der Stereo-Röhrenverstärker des SK 61 arbeitet mit einer ECC83 als Vorstufe und zwei Endstufenröhren vom Typ EL95 und EL 84, die Leistung beträgt 3/2 Watt. Ein Schiebeschalter auf der Rückseite ermöglicht einen Seitenwechsel der Lautsprecherboxen bei Stereo-Wiedergabe. Im SK 61 wurde auch der Stereo-Plattenspieler PC4 mit halbautomatischer Aufsetzhilfe verbaut. Dieser verfügt über einen Stereo-Kristalltonabnehmer ELAC KST102 sowie einem weißen geraden Tonarm.
Als der Stereo-Phonosuper SK 61 1962 vorgestellt wurde, kostet dieser 448,– DM und 1963 schon 495,– DM.

### SK 55
Der SK 55 (Typ RC32) von 1963 ist das letzte Modell aus der Phonosuper-SK-Reihe und zeigt auch äußerlich die stärkste Veränderung gegenüber den Vorgängermodellen. So wurden die beiden bis dahin ungleich langen Ausstanzungen an der Gerätefront und -rückseite für die Lüftungs- und Lautsprecherschlitze vereinheitlicht. Die bisher längeren Schlitze im Bereich des Lautsprechers bekamen einen Mittelsteg, was die Stabilität der Lamellen erhöht.
Die Farbe des Senderabstimmungsknopfes war nun weiß und hat, farblich korrespondierend mit dem Zeiger der Skala, einen orange-roten Punkt. Die Vorserien-Modelle des SK 55 wurden mit einem vollständig orange-roten Senderknopf präsentiert, der aber bei der späteren Serien-Produktion nicht mehr verwendet wurde. Die Farbe der Regler und Tasten war nun nicht mehr Hellgrau, sondern Graphit, ebenso wie die des Tonabnehmergehäuses des neuen Plattenspieler-Modells P2. Die Beschriftungen an den Bedienelementen ist in Kleinschreibung ausgeführt: höhen, tiefen, volumen, bei den Tasten: ein aus, phono, lw, mw, ukw und sender.
Der Plattenspieler P2 hat einen gebogenen Aluminium-Tonarm mit justierbarem Gegengewicht sowie den Stereo-Kristalltonabnehmer ELAC KST107. Das Plattenspieler-Chassis wurde nun weiß, genau wie das Gehäuse und es wurde auf die Geschwindigkeit von 78 Umdrehungen pro Minute verzichtet, da diese nur für Schellackplatten benötigt wird. Da Schellackplatten seit 1958 nicht mehr produziert und von den Vinyl-Schallplatten abgelöst wurden, gab es 1963 auch nur noch ein geringes Angebot.
Der SK 55 verfügt über die Wellenbereiche UKW, MW und LW und ist nur für die reine Mono-Wiedergabe ausgelegt. Das Empfangsteil hat sechs Kreise für LW und MW und 10 für UKW und es kommen wieder fünf Elektronenröhren zum Einsatz: ECC85, ECH81, EF89, EABC80 und als Endstufe eine EL84. Die Verstärkerleistung beträgt 3 Watt. Der Phonosuper SK 55 kostete 1963 438,- DM, Im Gesamtprospekt von 1967 ist er mit DM 398,- ausgepreist. Er wurde bis 1968 parallel mit dem Phonosuper SK 61 verkauft, der mit 495,- DM etwas teurer war.

## Die Exportmodelle
Für den US-amerikanischen und kanadischen Markt wurden ab 1958 auch Exportmodelle von Braun produziert. Diese wurden von dem kanadischen Unterhaltungselektronik-Hersteller Clairtone vertrieben. Wie bei allen von Clairtone verkauften Braun-Produkten steht über dem Braun-Logo zusätzlich der Schriftzug Clairtone.
Der Phonosuper SK 5-c (c = Clairtone) von 1960 ist baugleich mit dem SK 5, verfügt auch über einen UKW- und Mittelwellen-Empfangsbereich, aber statt des Langwellenempfängers über einen Kurzwellenempfänger. Der UKW-Bereich reicht von 87 MHz bis 108 MHz, das Netzteil für die Stromversorgung wurde nur für 110 Volt ausgelegt. Die Beschriftung an den Bedienelemente ist englisch; bei den Reglern stehen die Bezeichnungen Tone, Balance, Volume Control und Tuner; bei den Tasten on off, PH, AM, SW und FM.
1962 erschien ein weiteres Exportmodell, der Phonosuper SK 61-c (Typ: RC 41-C), welcher baugleich mit dem SK 61 ist.

## Trivia
Von dem Geld, das Günter Grass vom Bayerischen Rundfunk 1958 für seine erste Rundfunklesung erhielt, kaufte er sich einen Braun SK 4.

## Modell-Übersicht
Übersicht aller Phonosuper-SK-Modelle, die von 1956 bis 1968 von Braun angeboten wurden.
| Die Phonosuper-SK-Modelle von Braun | Die Phonosuper-SK-Modelle von Braun | Die Phonosuper-SK-Modelle von Braun | Die Phonosuper-SK-Modelle von Braun | Die Phonosuper-SK-Modelle von Braun | Die Phonosuper-SK-Modelle von Braun |
| ----------------------------------- | ----------------------------------- | ----------------------------------- | ----------------------------------- | ----------------------------------- | ----------------------------------- |
| Modell                              | Erscheinungsjahr                    | Radiochassis Typ                    | Plattenspieler Chassis              | Plattenspieler Typ                  | Bemerkung                           |
| Phonosuper SK 4                     | 1956                                | SK 4                                | PC 3                                | PC3                                 | Mono-Anlage                         |
| Phonosuper SK 4/1                   | 1957                                | SK 4/1                              | PC 3                                | PC3                                 | Mono-Anlage                         |
| Phonosuper SK 4/1a                  | 1957                                | SK 4/1a                             | PC 3                                | PC3                                 | Mono-Anlage                         |
| Phonosuper SK 4/2                   | 1958                                | SK 4/2                              | PC 3                                | PC3                                 | Mono-Anlage                         |
| Phonosuper SK 5                     | 1958                                | SK 5                                | PC 3 SV                             | PC3 SV                              | Mono-Anlage; Stereo-Vorbereitet     |
| Phonosuper SK 5-c                   | 1960                                | SK 5-C                              | PC 3 SV                             | PC3 SV                              | Mono-Anlage; Export-Version         |
| Phonosuper SK 6                     | 1961                                | RC 4                                | PC 4                                | PC4 x                               | Stereo-Anlage                       |
| Phonosuper SK 61                    | 1962                                | RC 41                               | PC 4                                | PC4 x                               | Stereo-Anlage                       |
| Phonosuper SK 61-c                  | 1962                                | RC 41-C                             | PC 4                                | PC4 x                               | Stereo-Anlage; Export-Version       |
| Phonosuper SK 55                    | 1963                                | RC 32                               | P 2                                 | P 2                                 | Mono-Anlage; Stereo-Plattenspieler  |

## LautsprecherboxL 1
Die Lautsprecherbox L 1 von 1957 ist ein Außenlautsprecher für das Braun Kompaktgerät Atelier 1, eine Radio-Plattenspieler-Kombination ohne eingebauten Lautsprecher, wurde aber auch als Ergänzung zum Phonosuper SK 4 angeboten und auch zum Stereobetrieb des Plattenspielers im SK 61. Das Gehäuse der Lautsprecherbox aus Holz mit weißer Kunststoff-Oberfläche und Seitenteilen aus Rüsterfurnier beinhaltet einen 34 × 18 cm großen ovalen Konzertlautsprecher und einen 10 cm großen Hochtonlautsprecher, beide von Isophon. Die Belastbarkeit beträgt 6 Watt; die Abmessungen sind 58,5 × 23,8 × 29 cm. 1957 betrug der Preis 110 DM.

## Bilder

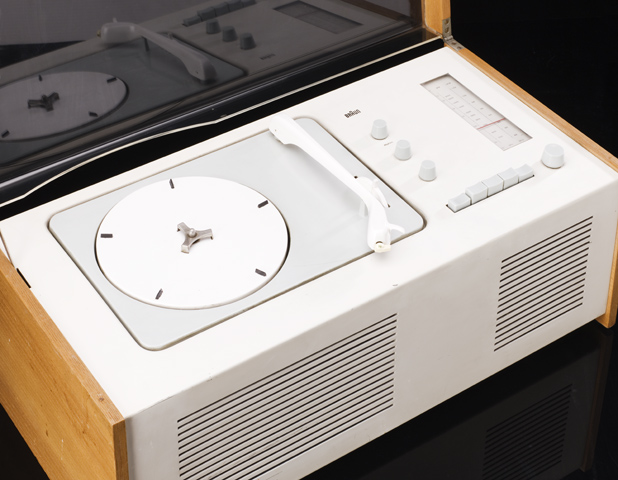
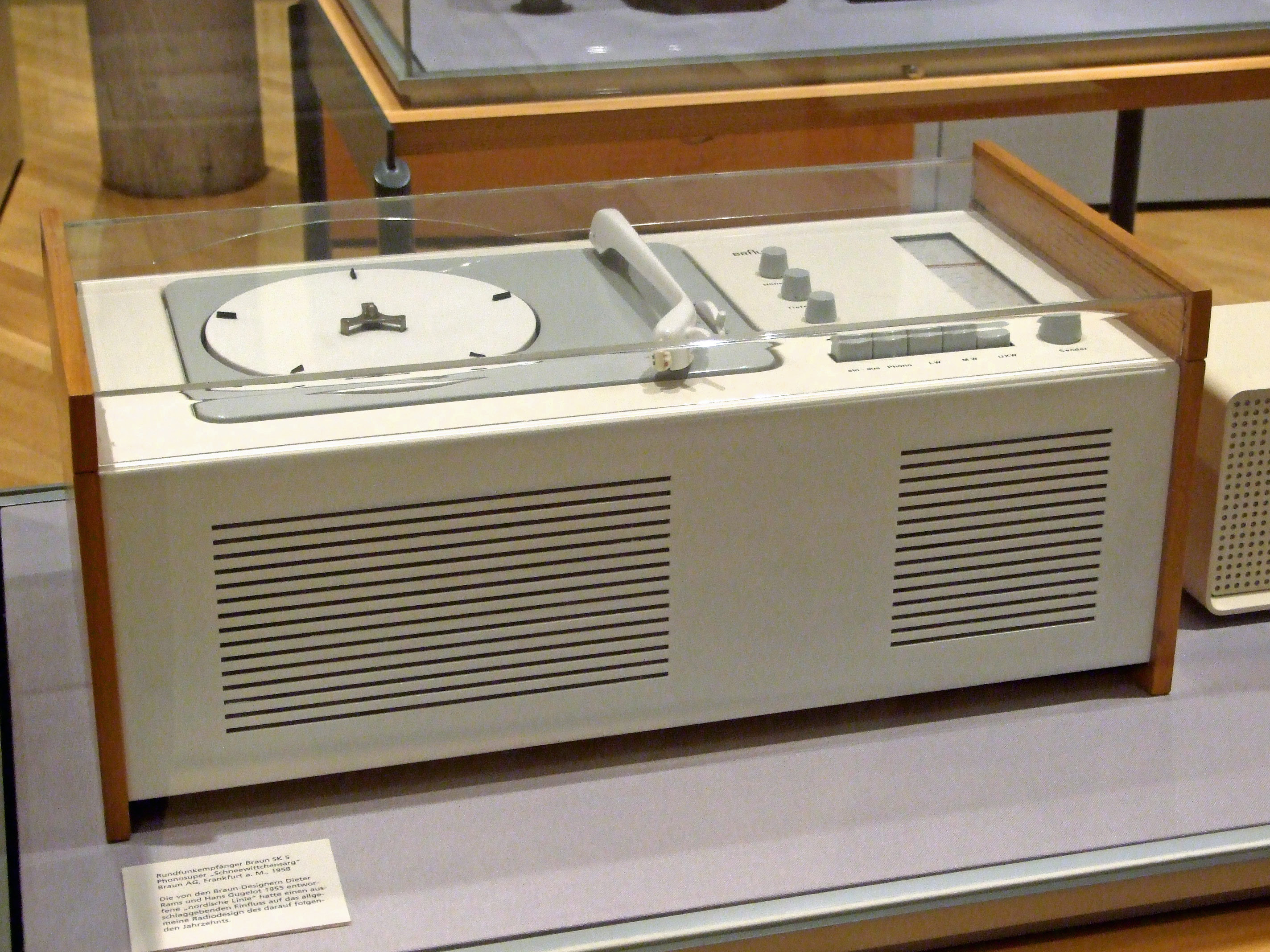

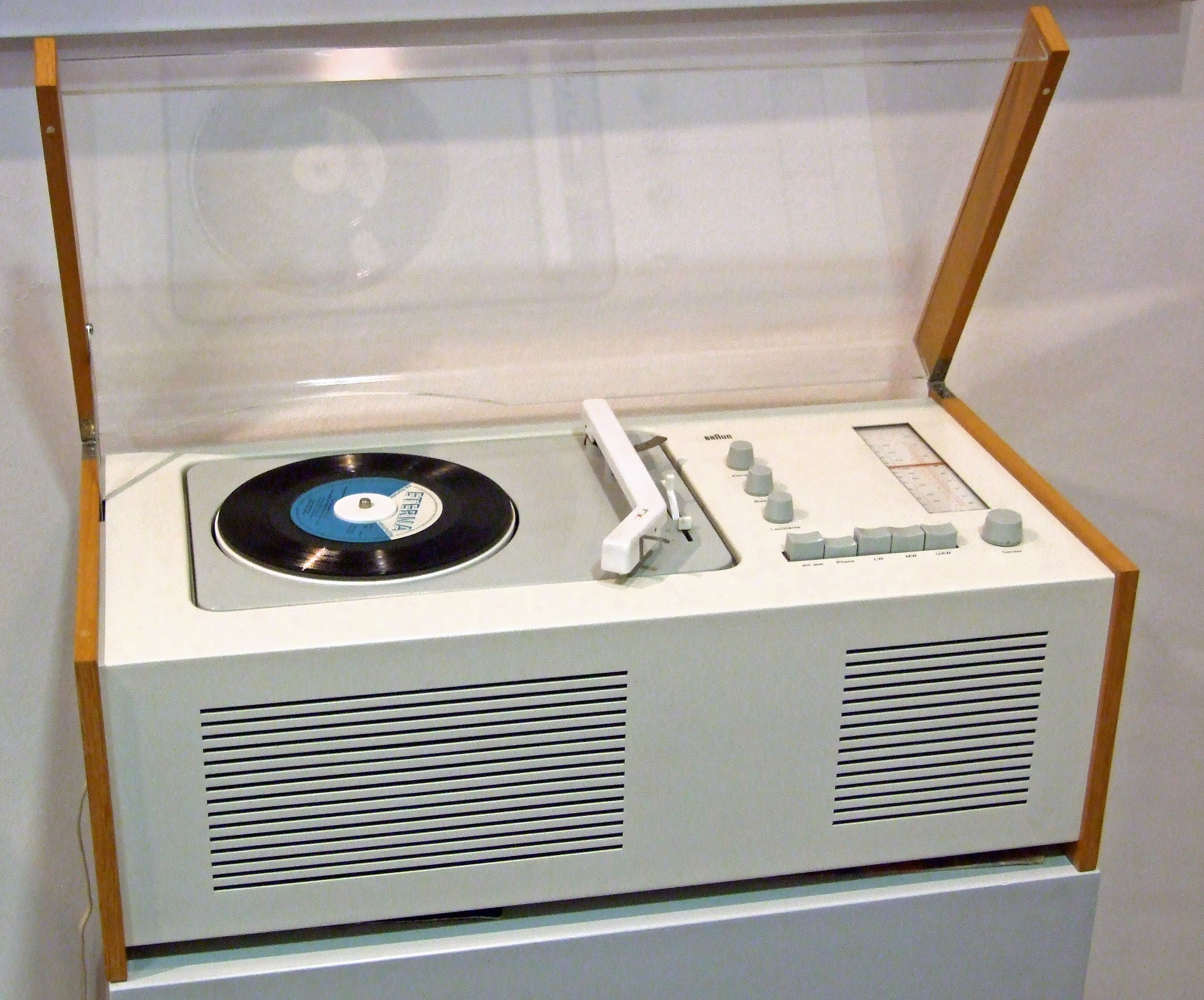
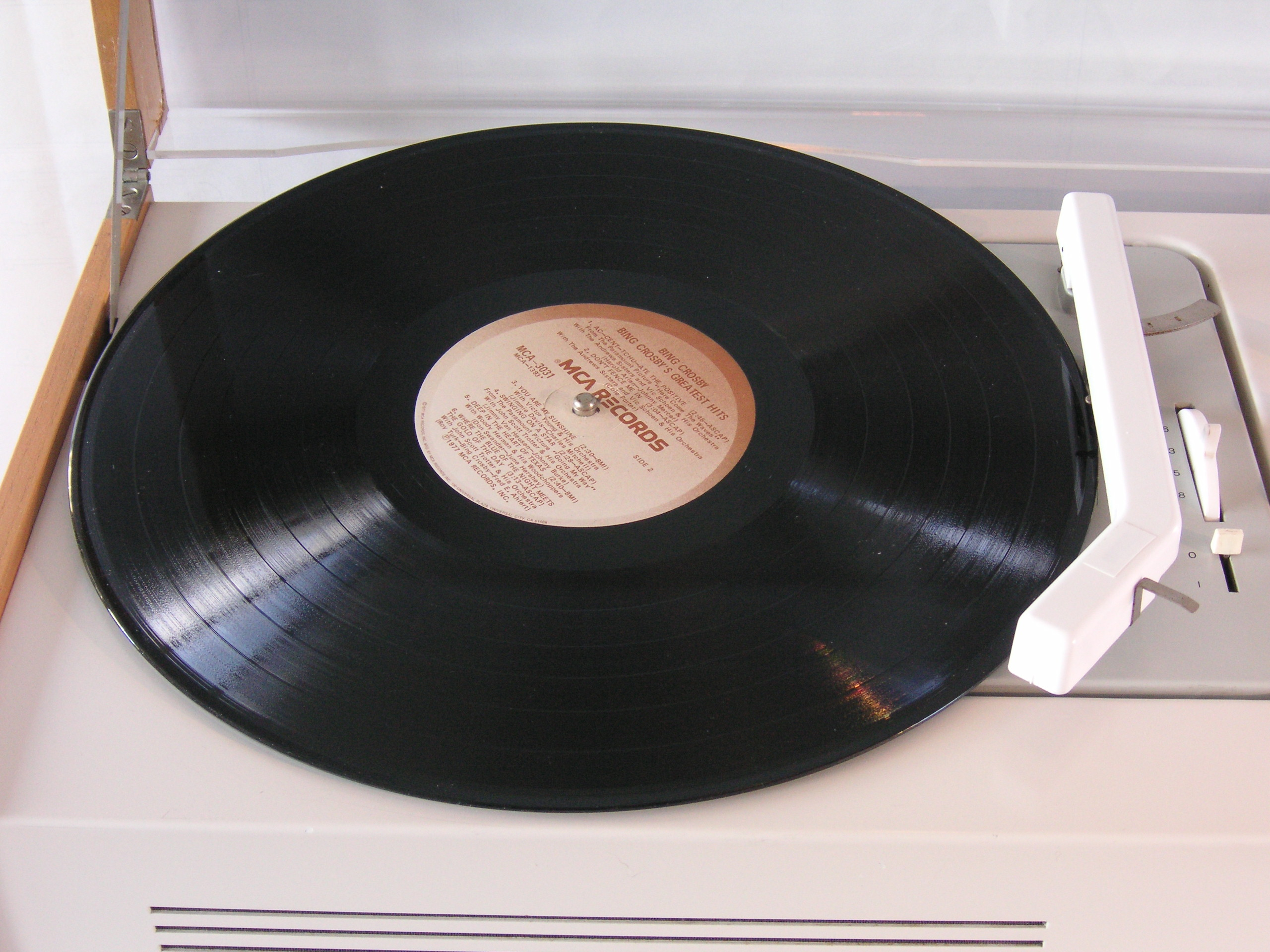
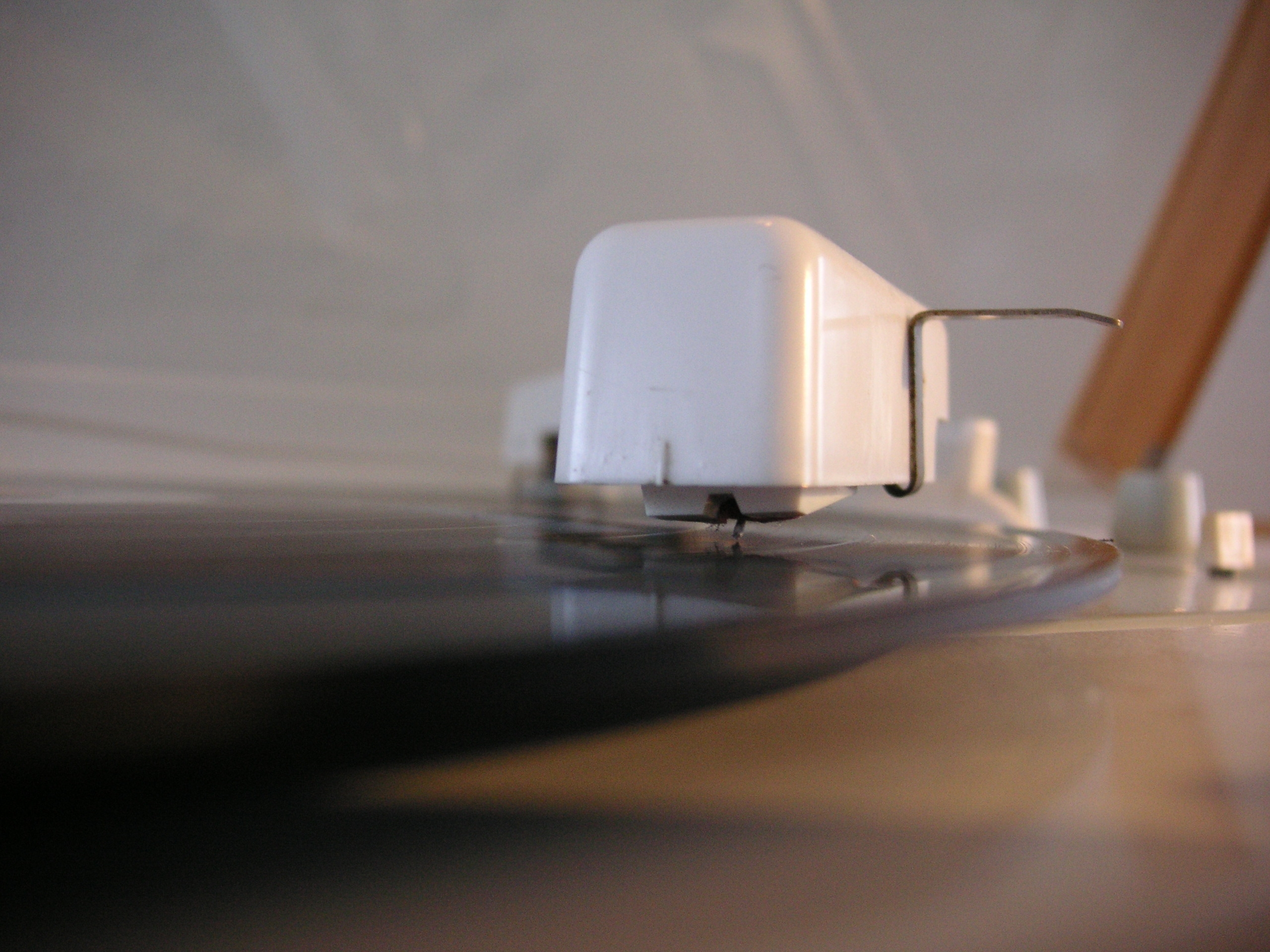
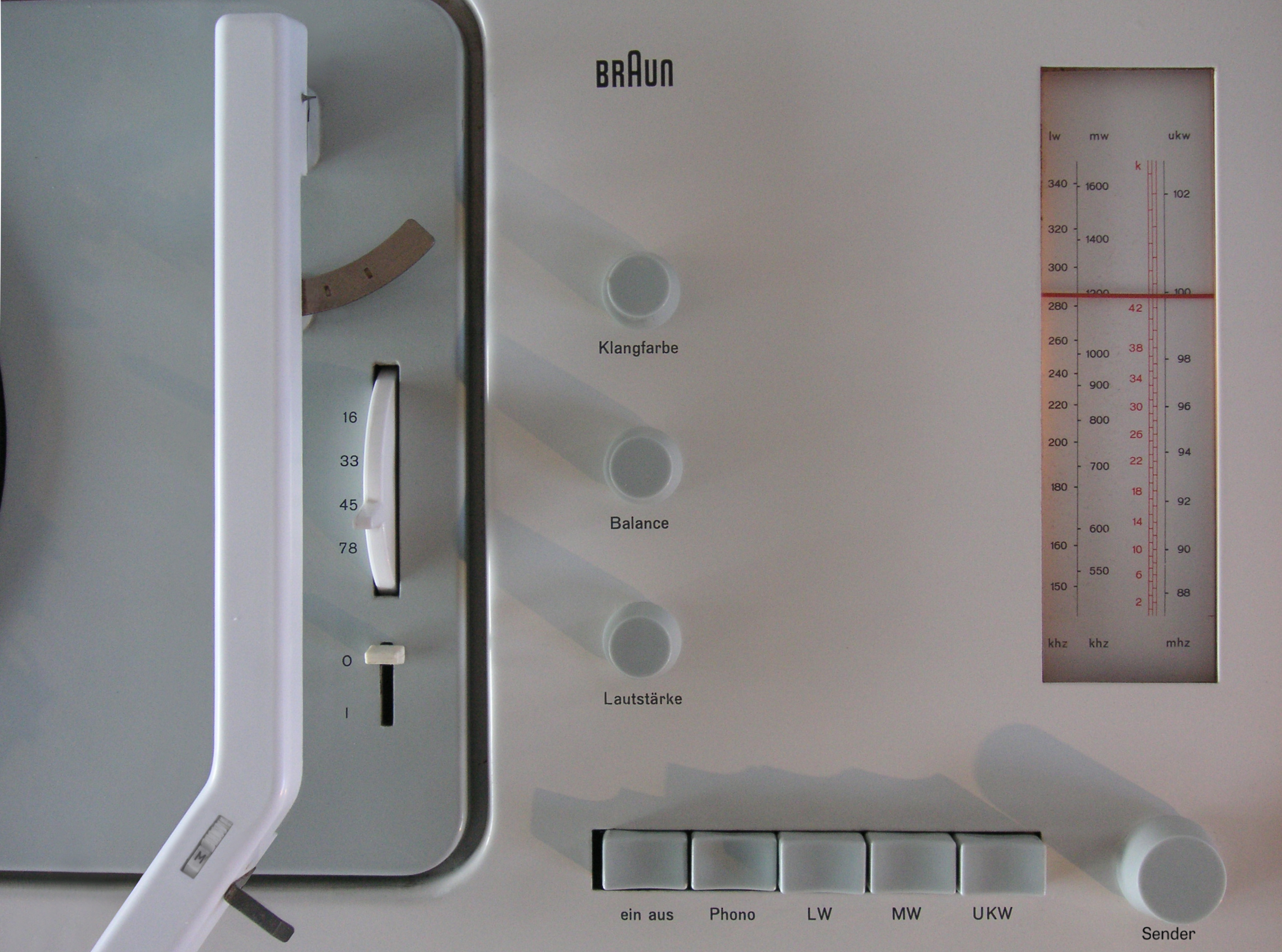
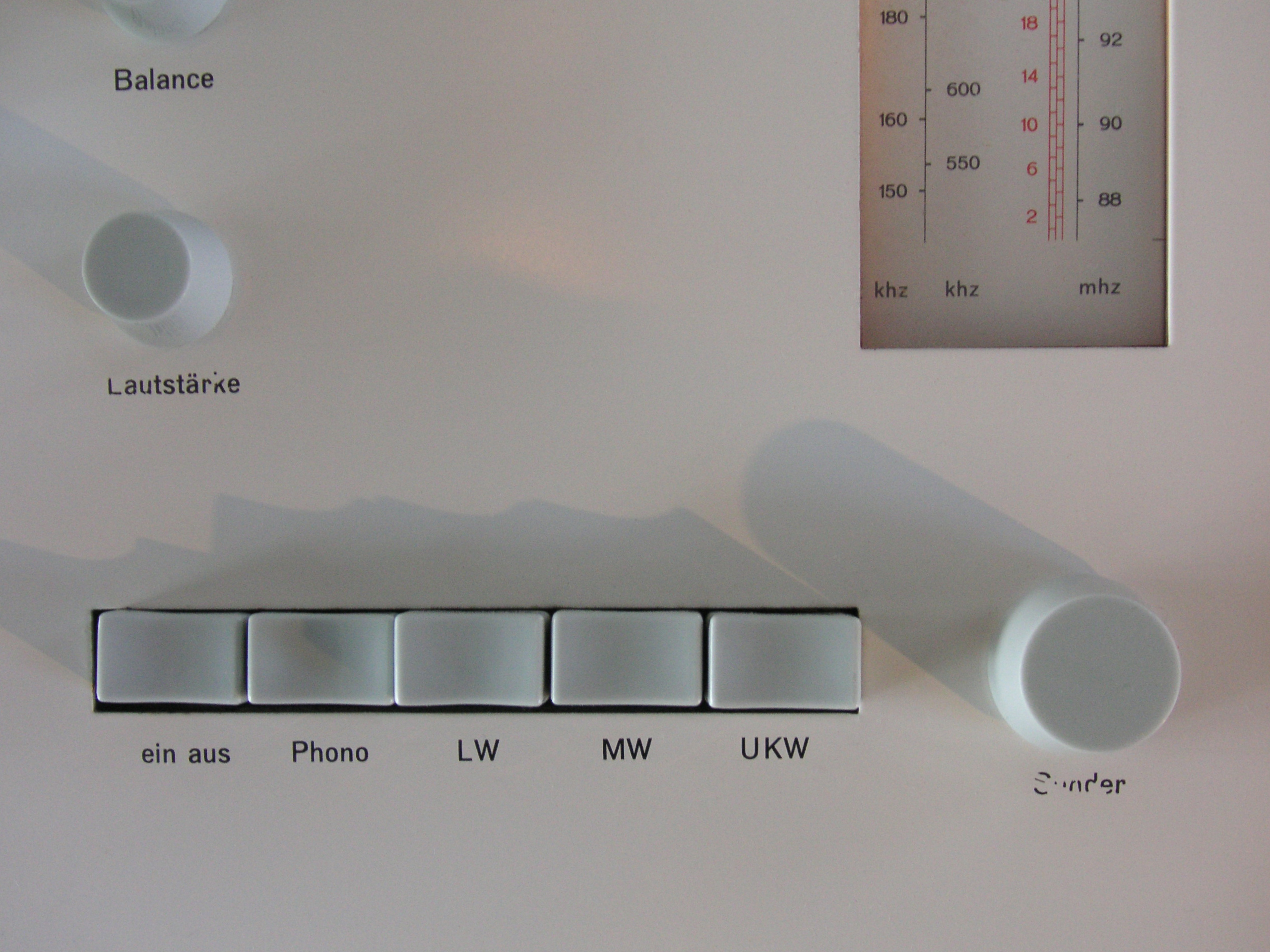

Phonosuper SK 5 von 1958
Phonosuper SK 61 von 1962